# Pereš
Pereš (maďarsky Peres) je městská část slovenského města Košice, součást okresu Košice II, nachází se na jihozápadní straně města. Ke dni 31. prosince 2019 měl Pereš 2 061 obyvatel.

## Historie
Pereš patří mezi nejmladší městské části Košic.Vlastníkem původně lesních pozemků, na kterých se dnešní Pereš nachází, byla Alžběta Hervayová z Lorinčíka. Dne 2. března 1937 dala žádost na Zemský úřad v Bratislavě, aby tyto lesní pozemky mohla přeměnit na ovocné sady. Úřad jejímu požadavku vyhověl, ale už 22. května 1937 Jarolím Holešovský a 37 společníků od Alžběty Hervayové pozemky odkoupili a požádali Okresní úřad v Košicích, aby na tomto místě mohli začít se stavbou nové obce. Dne 3. července 1938 vydal okresní úřad souhlas a začalo se s výstavbou. Každý pozemek měl rozlohu 38 arů (v současnosti zhruba 18 arů). Velké zahrady oddělovaly cesty stavěné do pravého úhlu. Původně se počítalo i s centrálním náměstím. K jeho realizaci však nikdy nedošlo, protože v době ČSSR byly tyto pozemky rozděleny zahrádkářům.